# کم‌آباد
کم‌آباد ، روستایی از توابع بخش مرکزی شهرستان نائین در استان اصفهان ایران است.یکی از روستاهای نائین که شامل باغ مونوری، کم آباد، خونی یچو می‌باشد. این روستا در نزدیکی روستای همت آباد و سعد آباد واقع شده.

## جمعیت
این روستا در دهستان کوهستان قرار دارد و براساس سرشماری مرکز آمار ایران در سال ۱۳۸۵، جمعیت آن زیر سه خانوار بوده‌است.